# Bismarckturm (Neugersdorf)
Bismarckturm (Bismarckova věž) je 19, 5 m vysoká věž v Neugersdorfu (Německo) ležící na špičce vrchu Hutungsberg, který je se svými 474 m n. m. nejvýše položeným bodem Neugersdorfu.
Výstavba této rozhledny na vrchu Hutungsberg byla naplánována již roku 1879/1880. Neugersdorfský továrník Julius Hoffmann a „Přírodovědecký spolek Neugersdorf,“ obstarali roku 1902 výstavbu věže. Julius Hoffmann zaplatil 12 000 marek, přičemž kompletní náklady na výstavbu činily 20 000 marek.
Bismarckova věž byla navržena jako rozhledna s „ohnivým pohárem“ od stavitele Hermanna Mihana z Neugersdorfu, který měl také na starosti realizaci stavby.
Při stavbě byl použit pískovec z Walthersdorfského lomu odolný proti povětrnostním vlivům, čedič pro základy a cihly pro vnitřní obložení. Výstavba věže měla čtyřdílnou osnovu:
1. čtvercový základ (s kvadratickým půdorysem a průřezem 2,8 m)
2. čtvercový kmen
3. kulatá přistavěná vrchní část
4. výstupní domeček na vyhlídkové terase s přistavěnou kulatou a vyzděnou „ohnivou pánví“ (1,45 m průřez, 0,45 m hloubka z mědi)

Vyhlídková terasa je ohraničena pískovcovým zábradlím o výšce 1,05 m.
Posazení základního kamene bylo 6. dubna 1904. Už po šestiměsíční stavbě (9. října 1904) mohla být věž zasvěcena. Kníže Herbert von Bismarck sem poslal pozdravný telegram. K vstupu do věži byl připevněn Bismarckův medailon, který je cca od roku 1951 ztracený. Ve vnitřku věže byla čestná tabule ze švédské žuly s erbem Bismarcků a přidané věnování ve zlatém písmu pro zakladatele Julia Hoffmanna:
„Bismarckturm, erbaut aus der Stiftung des Herrn Commerzienrat Julius Hoffmann vom Naturwissenschaftlichen Verein im Jahre 1904“
„Bismarckova věž, vystavěna z příspěvku pana obchodního rady Julia Hoffmanna z Přírodovědeckého spolku roku 1904“.
Po první světové válce byla dříve Bismarckova věž, díky svému umístění pár metrů od hranic s Československem, známá jako „Grenzturm,“ tj. „Hraniční věž“. Po druhé světové válce byla nazývána „Turm der Jugend,“ tj. „Věž mládeže“. Rozcestník ze dřeva vedl cestu k věži se slovy:
„Halt! Wandrer Halt! Ein Bismarckturm!“.
„Stůj! Cestovateli stůj! Bismarckova věž!“.
Roku 1938 platilo nařízení, že „ohnivý pohár“ na věži musel po setmění hořet 10 hodin. Po roce 1945 musela být věž z důvodu potřebných oprav pro návštěvníky uzavřena. Od února 1992 byla věž rozsáhle restaurována a ke „Dni otevřených pomníků“ 12. září 1993 byla Bismarckova věž znovu otevřena. Toho dne vystoupilo na věž více než 1000 návštěvníků. V souvislosti s opravou byl nad vstupem připevněn nový medailon.

## Zajímavosti
- Věž je otevřena od dubna do října
- 4. září 2004 oslavila věž sté výročí